# Sankt Peders Sogn (Slagelse Kommune)
 For alternative betydninger, se Sankt Peders Sogn. (Se også artikler, som begynder med Sankt Peders Sogn)
Sankt Peders Sogn i Slagelse er et sogn i Slagelse-Skælskør Provsti (Roskilde Stift).
Sognet lå i Slagelse Købstad og omfattede desuden Slagelse Sankt Peders landsogn, der var en sognekommune i Slagelse Herred (Sorø Amt). Købstaden hørte kun geografisk til herredet. Ved kommunalreformen i 1970 blev landsognet indlemmet i Slagelse Kommune, som Slagelse Købstad blev kernen i. 
I Sankt Peders Sogn ligger Sankt Peders Kirke fra 1100-tallet og Helligåndskirken fra 1864. Antvorskov Kirke blev indviet i 2005. Allerede 30. november 1997 var Antvorskov Sogn udskilt fra Sankt Peders Sogn.
I sognet findes følgende autoriserede stednavne:
- Bastholmshuse (bebyggelse)
- Brorupgård (ejerlav, landbrugsejendom)
- Holmstrup (bebyggelse, ejerlav)
- Hyllerup (bebyggelse, ejerlav)
- Landsgrav (bebyggelse, ejerlav)
- Ny Holmstrup (bebyggelse)
- Strandvejen (bebyggelse)
- Stærremark (bebyggelse)
- Teglværkshuse (bebyggelse)
- Valbygård (ejerlav, landbrugsejendom)
- Valbygårdsbro (bebyggelse)